# Буздуганій-де-Жос
Буздуганій-де-Жос (рум. Buzduganii de Jos) — село в Унгенському районі Молдови. Входить до складу комуни, адміністративним центром якої є село Валя-Маре.

## Населення
За даними перепису населення 2004 року у селі проживали 539 осіб.
Національний склад населення села:
| Національність       | Кількість осіб | Відсоток |
| -------------------- | -------------- | -------- |
| українці             | 325            | 60,3%    |
| молдавани            | 183            | 34,0%    |
| росіяни              | 27             | 5,0%     |
| гагаузи              | 1              | 0,2%     |
| інша / без відповіді | 3              | 0,6%     |
| Всього               | 539            | 100%     |